# Bodianus anthioides
Bodianus anthioides — вид риб родини Labridae.

## Назва
В англійській мові має назви «лірохвоста риба-свиня» (англ. Lyretail hogfish). 

## Опис
Риба до 21 см довжини. Оранжева спереду, біла з чорними цятками позаду. Хвіст місяцеподібний. Харчуються донними безхребетними. 

## Поширення та середовище існування
Поширена в затоках, біля коралових рифів на глибині від 6 до 60 м. Мальки переважно живуть біля коралів, а дорослі особини біля піску чи камінців. Зустрічається від Червоного моря до Французької Полінезії, на півночі ареал доходить до Південної Японії, на півдні до Південної Африки та Нової Каледонії.

## Галерея

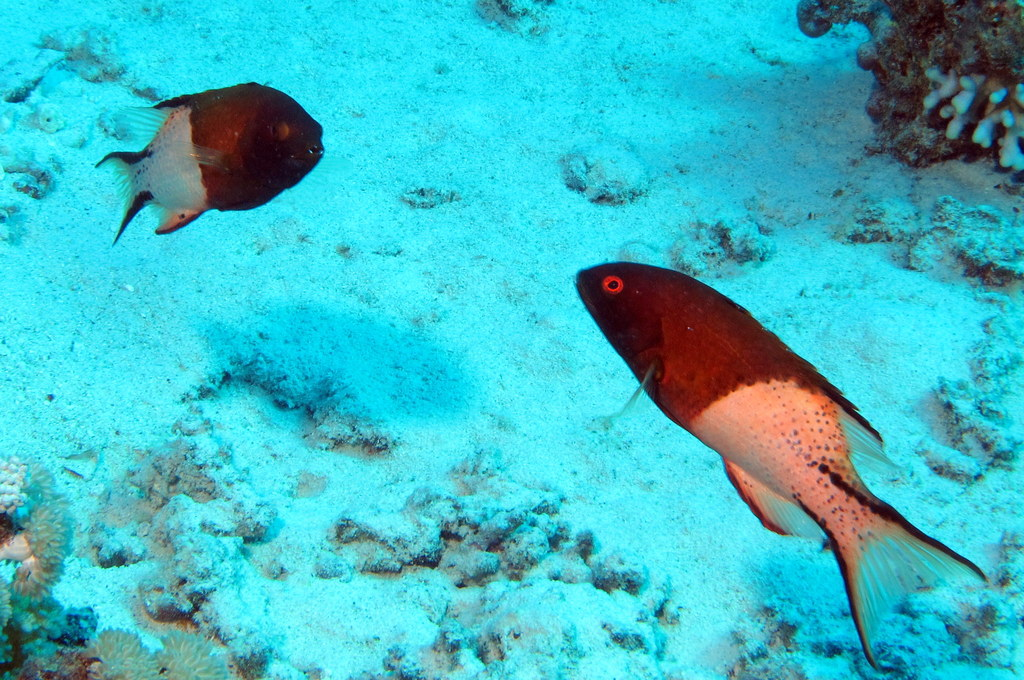
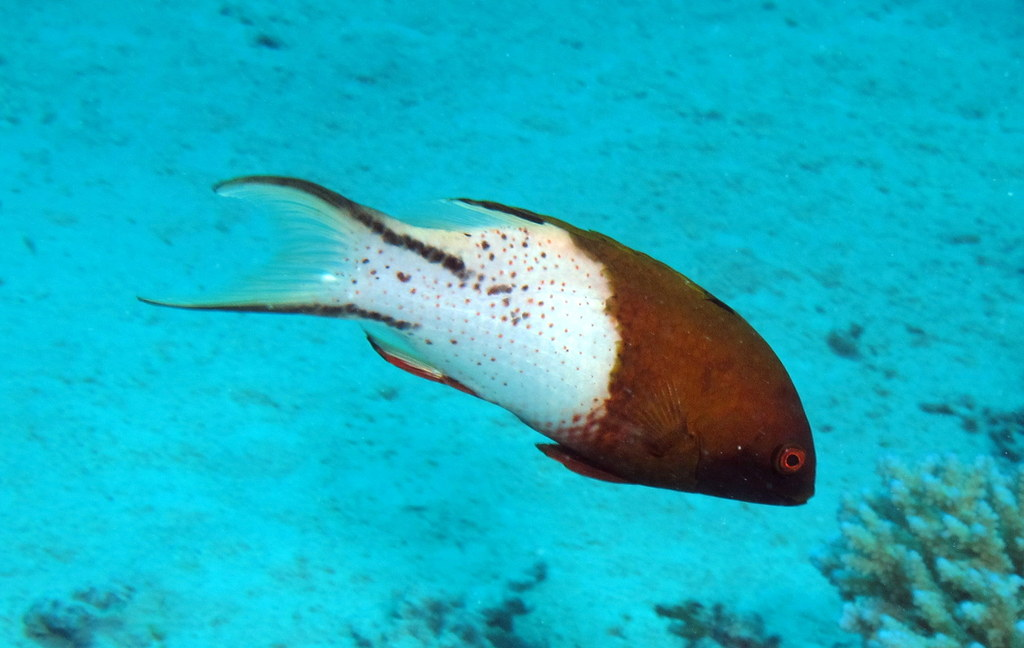
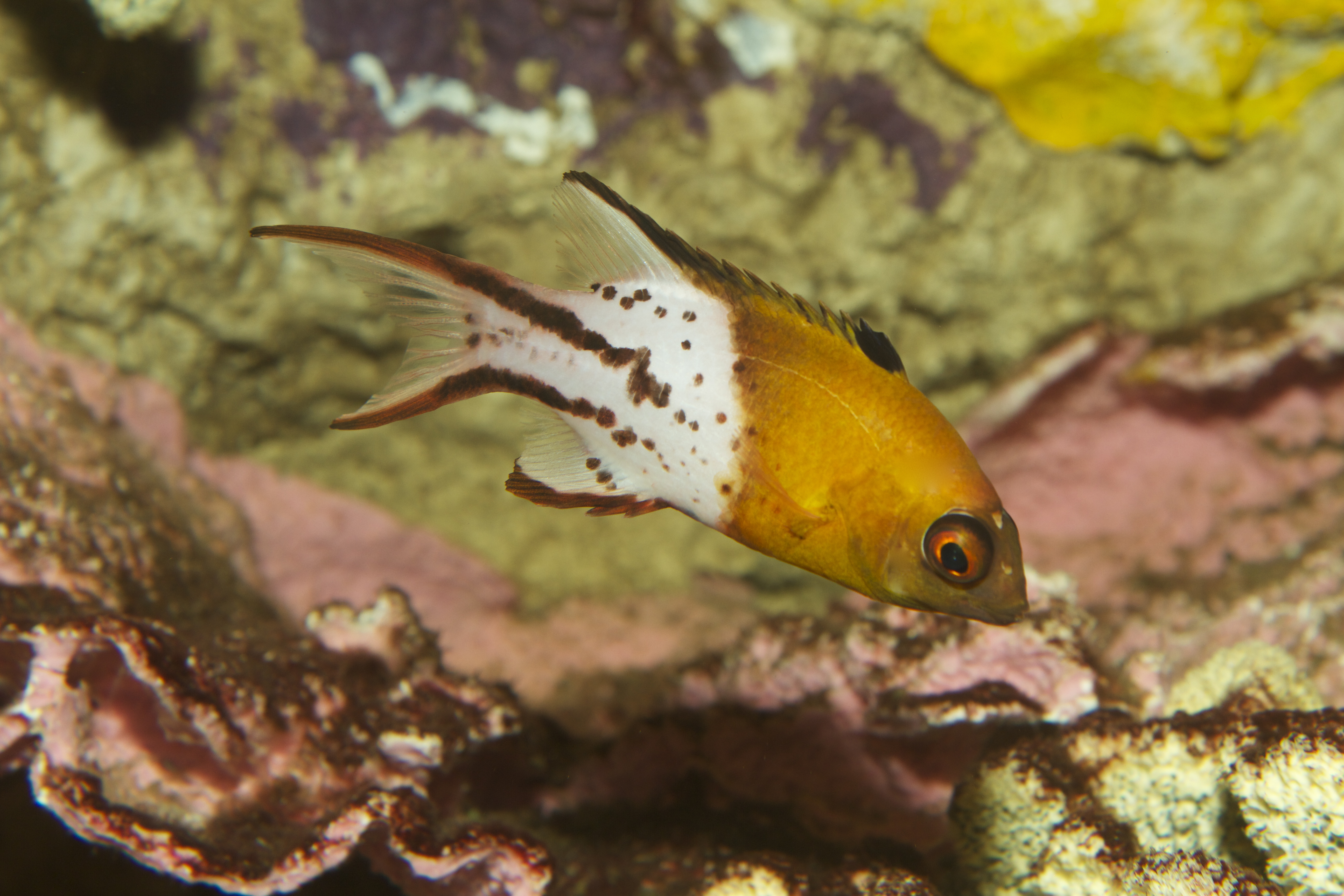